# Erster Generalstabsoffizier
Der Erste Generalstabsoffizier oder Ia („römisch eins a“) war in höheren Stäben des preußisch-deutschen Heeres und der Wehrmacht ein Führungsgehilfe des Kommandeurs.

## Aufgaben und Stellung
Der Erste Generalstabsoffizier bearbeitete alles, was mit den einzelnen Teilen des Verbandes in führungsmäßiger und taktischer Hinsicht zusammenhing, unter anderen Truppenführung, Ausbildung, Organisation, Transport, Unterbringung, Luftschutz, Auswertung von Erfahrungen usw. Dem Ia unterstand zu diesem Zweck die Operationsabteilung. Der Ia beriet den Kommandeur und bereitete Befehle vor, ohne selbst anordnungsbefugt dafür zu sein. In Abwesenheit des Kommandeurs fungierte er in Stäben unterhalb der Korpsebene, in denen es keinen Chef des Stabes gab, als Stellvertreter des Kommandeurs. Voraussetzung für die Verwendung als Generalstabsoffizier war der erfolgreiche Abschluss der Kriegsakademie und des Generalstabslehrgangs.
In Divisionen der Wehrmacht wurde die Position des Ia von einem Oberstleutnant im Generalstab ausgefüllt, später auch von einem Major i. G., der als dienstältester Truppenoffizier als unmittelbarer Vorgesetzter der Offiziere in den Generalstabsstellen fungierte. In seiner Position als Führungsgehilfe kam dem Ia ein Einspruchsrecht gegenüber dem Kommandeur zu, bei abweichender Einschätzung der Lage o. ä. wurde seine Auffassung in den Akten notiert, soweit keine Einigung erzielt werden konnte. Zudem war der Ia nicht an den normalen Dienstweg gebunden, sondern konnte über den Generalstabsdienstweg direkt an höhere Stellen berichten bzw. Meldung machen.
Als Gehilfe des Ia fungierte der Erste Ordonnanzoffizier (O1). Der Leiter der Kartenstelle war dem Ia unterstellt.
In der Bundeswehr entspricht der G3 dem Ersten Generalstabsoffizier.